# سیارک ۴۵۶

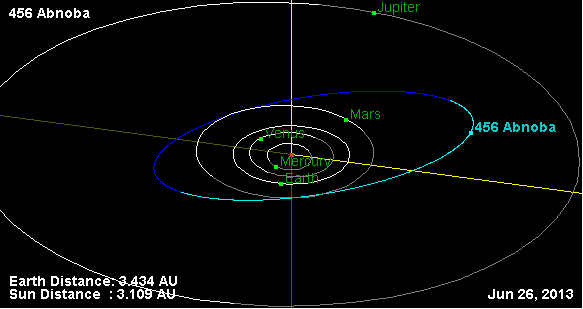
نمایی از محل قرارگیری سیارک ۴۵۶ در مدار - ۲۰۱۳

سیارک ۴۵۶ (به انگلیسی: 456 Abnoba، نامگذاری:1900FH) چهارصد و پنجاه و ششمین سیارک کشف شده‌است که در ۴ ژوئن ۱۹۰۰ و در هایدلبرگ کشف شد.
قدر مطلق سیارک برابر ۹٫۲۰ است.